# エルンスト・ザイラー
エルンスト・フリードリヒ・ザイラー（ドイツ語: Ernst Friedrich Seiler, 1934年6月9日 - 2017年3月25日）は、ドイツ出身のピアノ奏者。元徳島文理大学音楽学部教授。

## 経歴
1934年、ミュンヘン生まれ。ケルン音楽大学を経てジュリアード音楽院で研鑽を積み、1959年にコロニー・クラブ国際ピアノ・コンクールで優勝を果たした。
卒業後は欧米各国を回って演奏活動を行っていたが、1961年に来日し、1967年まで神戸女学院大学や京都市立音楽短期大学などで教鞭をとる。1968年から1972年までモーツァルテウム音楽院でも教鞭をとり、1973年にピアニストの正田和子と結婚してデュオでの活動を行うようになった。
ザルツブルク音楽大学、京都市立音楽大学（現京都市立芸術大学）以外にも、徳島文理大学、洗足学園大学など国内外の各大学やヤマハなどの音楽教育機関で後進の指導に当たり、数多くの優れたピアニストを養成した。
日本国内においては、主要都市のみならず「クラシックの生のコンサートをより身近なものに」と願って全国各地で演奏活動を行っていた。テレビ・ラジオ出演は118回、販売・発布したCDは8枚となる。1989年には京都で禅寺を移築した「かやぶき音楽堂」を本拠として活動するようになり、同年よりその音楽堂で国際ピアノ・デュオ・コンクールを開くようになった。2012年には夫妻で京都府文化賞功労賞を受賞している。
後述の京都府での古民家生活をする前は、兵庫県尼崎市に居住し、最初の妻との娘と幼稚園で同級だった5代目桂米團治とは、その父親である3代目桂米朝も含めた家族ぐるみで親交があり、米團治が高校時代にスポーツ少年団の日独相互交流で当時の西ドイツに滞在した際、事前に招かれていたザルツブルクのザイラーの実家に、行程を途中抜けする形で訪問した。
2017年、京都市左京区の病院で急性骨髄性白血病のため死去。

## ザイラー・ピアノデュオ
1972年、妻となる和子とザイラーピアノデュオを結成。世界各地において、演奏会、オーケストラ協演、国際音楽祭、テレビ・ラジオ出演、CD録音等、多彩な活動を続け、海外でもニューヨークタイムズに絶賛されるなど好評を得た。1989年から2016年まで：毎年初夏と秋に「ザイラーピアノデュオ かやぶきコンサート」を開催。その連続開催数は、385回にのぼった。ここ胡麻の里で、稲作や畑仕事にいそしみ、「晴耕雨奏」を楽しんだ。毎年5月3日には国内外から大勢の友人を招き、お田植をした。9月に収穫されたザイラー米は、かやぶきコンサートでふるまわれた。「かやぶき音楽堂」は、エルンスト・ザイラーが音楽の理想を求め、納得ゆくまで研鑽を積むことを可能とするかけがえのない空間であると同時に、ザイラーピアノデュオと全国から訪れる多くのファンとの大切なコミュニケーションの場となっていた。
活動としては、世界各地の未出版や廃盤になったピアノデュオ曲の楽譜を発掘することにも精力的に取り組み、70種以上の演奏会プログラムを用意していた。また、「第一回かやぶき音楽堂ピアノデュオ連弾コンクール」を開催して以降、2年ごとにコンクールの開催を続け、ピアノデュオの普及に力を注いだ。その遺志は、妻の和子に引き継がれている。
- 1989年：福井県の古寺を京都府日吉町（現南丹市）に移築し、「かやぶき音楽堂」をオープン。そこを舞台に「第一回かやぶき音楽堂ピアノデュオ連弾コンクール」を開催。
- 1993年-2004年：酒造メーカー大関株式会社がスポンサーとなり、全国60か所でコンサートを実施。
- 1993年-1996年：北海道において35か所を巡る「廃校ツアー」を実施。

## 受賞・栄典
- 1961年 - ニューヨーク・コロニークラブ国際コンクール第一位優勝
- 1997年 - 日本国自治省より自治功労賞
- 2003年 - オムロン財団より第14回ヒューマンかざぐるま賞
- 2008年 - 京都府あけぼの賞
- 2012年 - 京都府文化賞功労賞、京都創造大賞・文化アート部門

## 家族
- 妻：小木曽美枝。1959年に結婚。長女ユリ、二女ナオミ、三女マユミ、四女ミドリがいる。
- 妻：正田和子。1976年に再婚。長女キオ、長男オトがいる。
- 父：ヨハネス・ザイラー（医師）
- 母：シャルロッテ・ザイラー（ピアニスト）
- 兄：ディータ・ザイラー
- 妹：クリスティヌ・ザイラー